# Melanotaenia splendida
Melanotaenia splendida (Latein: „spledidus“ = strahlend, glänzend) ist eine Süßwasserfischart aus der Familie der Regenbogenfische (Melanotaeniidae) die im nördlichen, nordöstlichen und zentralen Australien vorkommt.

## Merkmale
Melanotaenia splendida wird für gewöhnlich 11 bis 15 cm lang. Für das längste bisher gefangene Männchen wird eine Länge von 20 cm angegeben. Je nach Population und Fundort neigen die Tiere mehr oder weniger zur Hochrückigkeit. Auch die Färbung variiert. Die meisten Populationen sind silbergrau und besitzen nur geringe Zeichnungsmuster. Die Flossen sind meist deutlich farbig gemustert. Während der Balz zeigen die Männchen einen Stirnstreifen. Weibchen sind im Allgemeinen geringfügig kleiner, weniger hochrückig, blasser und besitzen kleinere Flossen.

## Unterarten

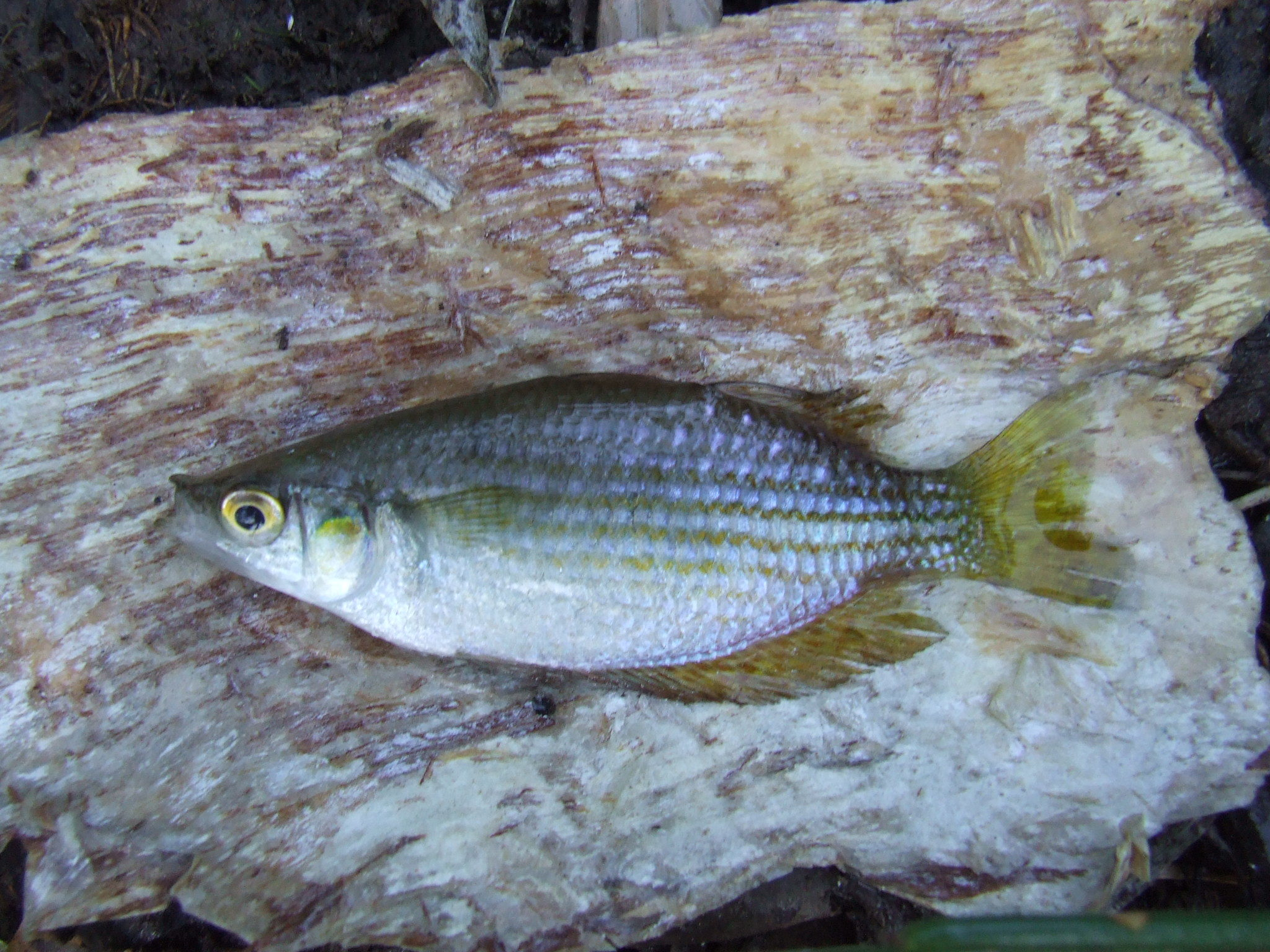
M. splendida inornata

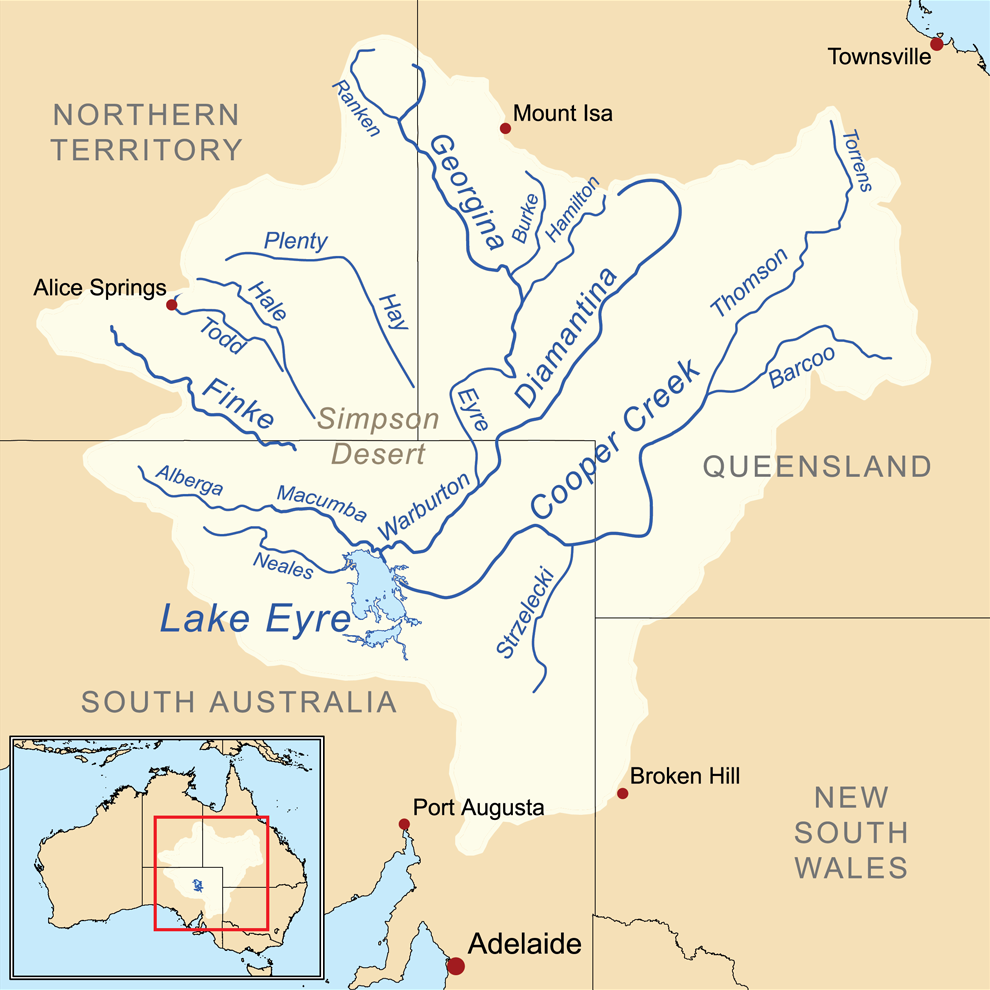
Einzugsgebiet des Lake Eyre und Verbreitungsgebiet von Melanotaenia splendida tatei

Melanotaenia splendida wird in mehrere Unterarten unterteilt, die nur schwer voneinander zu unterscheiden sind. Melanotaenia fluviatilis und Melanotaenia rubrostriata werden mittlerweile als eigenständige Arten betrachtet.
- Gescheckter Regenbogenfisch (Melanotaenia splendida inornata (Castelnau, 1875)), lebt in Nordaustralien im Mary River, in Flüssen, die in den Golf von Carpentaria münden und auf der westlichen Seite der Kap-York-Halbinsel. Männchen dieser Unterart sind im Alter besonders hochrückig.

Flossenformel: Dorsale 1 V–VII, Dorsale 2 I/9–12, Anale I/17–21, Pectorale 12–16.
Schuppenformel: mLR 31–35; QR 10–12.
- Östlicher Regenbogenfisch (Melanotaenia splendida splendida (Peters, 1866)), lebt in Queensland in den Flusssystemen östlich der Great Dividing Range im Norden von der östlichen Kap-York-Halbinsel bis zum Boyne River. Die Unterart hat viele lokale Populationen gebildet, die sich in der Färbung voneinander unterscheiden.

Flossenformel: Dorsale V–VII, Dorsale 2 I/9–13, Anale I/16–21, Pectorale 11–16.
Schuppenformel: mLR 33–36; QR 10–12.
- Wüsten-Regenbogenfisch (Melanotaenia splendida tatei (Zietz, 1896)), ein silbergrauer, hochrückiger Regenbogenfisch mit gelben unpaaren Flossen. Lebt in Zentralaustralien in Flüssen, die in den Lake Eyre münden (Diamantina River, Cooper Creek, Finke River, Georgina River).

Flossenformel: Dorsale V–VII, Dorsale 2 I/8–11, Anale I/17–21, Pectorale 13–16.
Schuppenformel: mLR 34–37; QR 10–12.

## Lebensweise
Melanotaenia splendida lebt in Flüssen, Bächen und Seen, ist in seinem Lebensraum häufig und bildet oft große Schwärme nah der Wasseroberfläche. Die Temperatur in seinen Wohngewässern liegt zwischen 20 und 29 °C, der pH-Wert zwischen 5,3 und 8,5. Das Wasser kann klar oder trüb sein. Wie alle Regenbogenfische ist Melanotaenia splendida ein Freilaicher. Der Laich wird über einen Zeitraum von etwa einer Woche abgegeben. Täglich werden wenige große Eier abgegeben, die mit Haftfäden versehen sind und an Pflanzen kleben bleiben. Die Jungfische schlüpfen nach 5 bis 10 Tagen.